# Lighthouse Family
Lighthouse Family – brytyjski zespół grający pop, soul, R&B i easy listening. Brytyjski duet, który zyskał na znaczeniu na początku lat 90. Wokalista Tunde Baiyewu i klawiszowiec Paul Tucker założyli go w 1993 roku w Newcastle upon Tyne po spotkaniu w czasie studiów na uniwersytecie, a obaj pracowali w tym samym barze. Ich debiutancki album Ocean Drive, wydany w 1995 roku, sprzedał się w ponad 1,8 miliona egzemplarzy w samej Wielkiej Brytanii i stał się popularnym duetem, słuchanym w całej Europie.
Są dobrze znani z utworów takich, jak "Lifted", "Lost In Space", "Ocean Drive", "Raincloud" i "High", która również osiągnęła numer 1 na australijskiej liście przebojów.
Pierwszy studyjny album tego duetu został wydany po 18 latach, 5 lipca 2019 - Blue Sky in Your Head. Dwukrotnie przesuwano datę premiery z 3 maja i 10 maja 2019 roku.

## Kariera

### Formacja i nagrywanie płyt
Zarówno Baiyewu i Tucker pracowali w barach, kiedy się poznali; razem nagrali dema wielu napisanych przez Tuckera piosenek pod koniec lat 80. Wśród nich demo "Ocean Drive" zwróciło uwagę dyrektora Polydor Records A&R Collina Barlow, który w 1993 roku podpisał z zespołem umowę.
W następstwie recesji gospodarczej Wielkiej Brytanii, brytyjskie wytwórnie płytowe nagrywały wówczas artystów, których celem było osiągnięcie krótkoterminowego zysku. W przeciwieństwie do tego, Barlow w wywiadzie dla "The Times", spodziewał się, że zespół przetrwa "dziesięć lat lub dłużej". W momencie wydania pierwszego albumu, inwestycje Polydor'a w zespół wyniosły £250,000. Zatrudnienie producenta Mike'a Peden zostało opisane jako "wielkie wydatki", a teledyski były kręcone za oceanem w Los Angeles i Las Vegas.

### Sukces komercyjny
Główny singiel "Lifted", miał audycję w BBC Radio One oraz w wielu lokalnych stacjach BBC Radio, a The Chart Show wyemitował teledysk. Mimo to, nie przełożyło się to na znaczną sprzedaż singli oraz albumów w 1995 roku; tak było do czasu ponownego wydania "Lifted" w 1996 roku, który znalazł się w pierwszej piątce brytyjskiej listy przebojów UK Singles Chart, a Ocean Drive, który był usunięty, dodano i pokrył się sześciokrotną platyną do końca roku 1997, spędzając 154 tygodnie na brytyjskiej liście przebojów UK Albums Chart. Kolejny album Postcards from Heaven osiągnął podobny status w 1997 roku.
Lighthouse Family zmniejszyło swój rozwój na początku 2003 roku, z powodu jak to nazwali: "ciężki harmonogram promocji" po wydaniu Whatever Gets You Through the Day w 2001 roku. Doprowadziło to obu do prowadzenia indywidualnych promocji. Baiyewu stał się artystą solowym., kiedy Tucker dołączył do zespołu rockowego, The Orange Lights.

### Powrót
W listopadzie 2010 duet ogłosił, że reaktywują Lighthouse Family i odbył pełną trasę koncertową po Wielkiej Brytanii i Irlandii w lutym i marcu 2011. To było pierwsze wystąpienie Lighthouse Family po ośmiu latach. Podczas wywiadu w telewizyjnym programie śniadaniowym BBC Breakfast 17 stycznia 2001, Lighthouse Family ujawnili, że wciąż rozmawiają ze sobą w wolnym czasie i nie ma obecnie określoneo terminu wydania nowego albumu. Jednakże, Tucker wspomniał, że zespół miał "kieszenie... pełne piosenek".
Duet planował wydać album Blue Sky in Your Head 3 maja 2019, reprezentowany przez singiel "My Salvation" 21 marca. Jednakże wydanie zostało opóźnione aż do 5 lipca 2019. Blue Sky in Your Head jest pierwszym albumem wydanym po 18 latach. 
Lighthouse Family ogłosiło wielodniową trasę koncertową po Wielkiej Brytanii zaczynającą się w listopadzie 2019 roku.

## Dyskografia

### Albumy
- Ocean Drive (1996)
- Postcards from Heaven (1997)
- Whatever Gets You Through the Day (2001)
- Greatest Hits (2002)
- The Very Best of Lighthouse Family (2003)

### Single
- "Lifted" (1995)
- "Ocean Drive" (1995)
- "Lifted" (reedycja) (1996)
- "Ocean Drive" (reedycja) (1996)
- "Goodbye Heartbreak" (1996)
- "Loving Every Minute" (1996)
- "Raincloud" (1997)
- "High" (1997)
- "Lost in Space" (1998)
- "Question of Faith" (1998)
- "Postcard from Heaven" (1999)
- "(I Wish I Knew How It Would Feel To Be) Free / One" (2001)
- "Run" (2002)
- "Happy" (2002)
- "I Could Have Loved You" (2003)